# Emblingia calceoliflora
Emblingia calceoliflora ist die einzige Pflanzenart der monotypischen Gattung Emblingia, der einzigen Gattung der Familie der Emblingiaceae innerhalb der Ordnung der Kreuzblütlerartigen (Brassicales). Sie ist im westlichen Australien endemisch. Der Gattungsname ehrt den englisch-australischen Arzt und Naturforscher Thomas Embling (1814–1893).

## Beschreibung
Emblingia calceoliflora eine niedrig wachsende, schwach verholzende, mehrjährige krautige Pflanze, die oft ein wenig sukkulent ist. Die mehr oder weniger gegenständigen, gestielten Laubblätter sind einfach mit einem glatten Blattrand. Die Nebenblätter sind winzig.
Die einzeln stehenden Blüten sind zwittrig und stark zygomorph. Es sind fünf verschiedengroße, verwachsene Kelchblätter vorhanden. Die nur zwei Kronblätter sind unterschiedlich geformt. Die Blütenfarbe kann weiß, cremefarben, gelb, grün oder rosa sein. Es sind acht oder neun Staubblätter vorhanden, von denen nur vier fertil sind, die anderen sind Staminodien. Es ist nur ein oberständiges Fruchtblatt vorhanden, das zweiflügelig ist. Staubblätter und Fruchtblatt sitzen auf einem gebogenen Androgynophor.